# Дирар бин Ел Азвар
Дирар бин Ел Азвар бин Малик ибн Авс бин Џадима бин Рабиа бин Малик бин Шалаба бин Асад бин Кузајма бин Мудрика бин илјас бин Мудар Бин Низар bin Аднан ел Асади (арапски: ضرار بن الأزور وهو مالك بن أوس بن جذيمة بن ربيعة بن مالك بن ثعلبة بن أسد بن دودان بن أسد بن خزيمة بن مدركة بن إلياس بن مضر بن نزار بن معد بن عدنان، الأسدي‎), , који се обично назива Дираар бин ел Азвар (арапски: ضرار بن الأزور‎), био је пратилац исламског пророка Мухамеда.
Познат је као дивљи ратник и успешна војна фигура за време Рашидунског освајања Сирије под генералом Халидом ибн ел Валидом и прославио се надимком Голи ратник или Голи шампион због његове склоности да се бори без оружја или горњег дела одеће. Дирар је био члан елитне јединице Мубаризун коју је предводио Халид. Дирар је пратио Халида у већини, ако не и у свим његовим истакнутим походима, укључујући ратове Риде, битку код Јармука и битку код Аџнадајна.

## Живот
Рођен негде у седмом веку, Дирар је рођен као син једног од поглавара Бани Асада, по имену Малик бин Авс. Његова лоза се може пратити до Малика, сина Авса, сина Џадиме, сина Рабије, сина Малика, сина Шалабаха, сина Асада, сина Кузаима, сина Мудрике, сина Илије, сина Муде сина Низара, сина Аднана ел Асадија. Његова породица је била међу првим преобраћеницима у ислама. После битке код ровова, послан је са Тулаиха бин Хувајлидом својим рођацима у, Бани Асаду, да их наговара да прихвате ислам. Његово племе је познато као Ел Азвар.

### Ратови Риде
Током почетног периода ратова Риде, Дирар је радио као сакупљач пореза, али је касније учествовао у многим борбама Рида као обичан војник. Касније је служио као извиђач за елитну мобилну коњицу, коју је предводио чувени генерал Халид бин ел Валид. У једном тренутку, у његовом клану предвођеном Тулаихом дошло је до побуне и отпадиштва. Због тога га је Мухамед послао да угуши ову побуну.<ref>Husayn Haekal, Muhammad; Cordova library, 2014; 1 Biografi Abu Bakr Ash-Shiddiq ra. Архивирано 2015-02-22 на сајту </ref
Дирара је послао Халид да води одред који се састоји од Бану Тамим ратника како би се супротставили Малику ибн Нувајраху, вођи племена Бани Јарбу-а, Бану Тамим клана, са оптужбама за отпадништво.

### Битка за Аџдајн
Рашидунска војска је напустила је главни град Медину вероватно у јесен 633. или почетком 634. године. Прво су се ангажовали и поразили Византијце на Датину 4. фебруара; након тога, цар Ираклије, који је тада био стациониран у Емеси (сада Хомс, Сирија), имао је појачања која су послата на југ како би заштитила Цезареју Маритиму. Реакција на овај потез је недуго затим уследила, командант Халид ибн ел Валид је добио наредбу да прекине операције против Сасанидског царства и стигне до Сирије, што га је довело до борбене позиције. Током средине битке, забележено је да се плаховити Дираар суочио са Халидом и рекао:
"Зашто чекамо када је Алах, Свевишњи, на нашој страни? По Алаху, наши непријатељи ће мислити да их се бојимо. "
Њихова смрт, захваљујући Дирар-овим поступцима, посејала је неред међу византијским редовима и довела до слома морала, што је Халид искористио као своју стратешку предност.
Након пораза византијских Гасанида до 24. априла, Халидове снаге су могле да уђу у Босру, и целу Сирију скоро без икаквог отпора. Тако су Халидове снаге отишле да се придруже Амр ибн ел Асовим снагама на месту које је традиционално познато као Аџнадајн.

### Битка код Јармука
Касније је у бици код Јармука, Дирар већину времена провео као извиђач муслиманске војске, обично претражујући бојна поља малим групама коњаника како би одредио најбољи начин за деловање према византијским снагама.
То су забележили Ибн Тајмија и Мухамед Јусуф Ел Дилави, аутор Хајатус Сахаба, сматра да је у једном одређеном сукобу, муслиманско крило потиснуто назад због византијског јуриша, док је он, заједно с Икрима ибн Аби Џахлом, стајао чврсто са 400 мушкараца на напуштеној линији и успешно одбранио муслиманску позицију док се муслимански редови који су били у бекству нису вратили на бојно поље и поново ојачали положај. Околности су објашњене у свеобухватној Табаријевој историји у којој је Икрима забележио следеће:
Да ли бих се борио са Божјим Послаником на сваком месту, а ипак побегао од вас данас ?! Ко ће положити заклетву (да се бори) до смрти ?!"
Ел Харит бин Хишам и Дирар бин Ел Азвар су се заклели заједно са 400 познатих мушкараца и витезова. Борили су се испред Халидовог командног шатора док нису сви били онеспособљени ранама. Многи од њих су умрли након сукоба због тешких рана, укључујући Икрима. Иако су неки попут Дирара успели да се опораве.
Дирар је играо истакнуту улогу када га је Халид одредио да заузме мост у Ајн ел Дакару како би безбедно прешао дубоке кланце равница Вади ур Рукада са 500 војника у ноћи петог дана борбе. Халид му је тада наредио да постави заседу како би елиминисао византијске војске који су биле разапете и које су намеравале да користе овај мост ради свог повлачења.
Следећег дана, Дирар се померио са 500 својих коњаника око северног бока Византијаца и заузео мост. План је био успешан јер су се Византинци повукли на ову стазу, где их је Дирар чекао на мосту Вади ар Ракад. Византијци су сада били опкољени са свих страна. Неки су пали у дубоке кланце са стрмих падина, други су покушавали да побегну у воду, само да би били разбијени на стенама испод, а други су убијени у свом лету. Иако је велики број војника успео да побегне од масакра, неки су можда били заробљени током каснијег гоњења. Муслимани нису узимали заробљенике у овој бици. Византијски заповедник, Теодор Тритирије и неки други генерали били су међу жртвама.
Након ове битке, калиф Омар је наредио да се део рашидунских трупа из Јармука пребаци у Ирак као појачање ради помоћи Сад ибн Аби Вакасу у бици код Ел Кадисија против Сасанидског царства и Дирар је убројен међу њих.

### Каснија каријера
Заробљен је од стране византијских снага током битке код Орловог пролаза, што је онемогућило опсаду Дамаска. Убрзо након тога, спасла га је група предвођена његовом сестром која се звала Хавла бинт ел Азвар. Неки коментари критикују аутентичност Хавлиног спасавања јер је забележено без цитата које су одобрили великодостојници тог доба и осим једино Ел Вакиди, којег су Ахмед ибн Ханбал, ел Шафи, ел Бухари и други критиковали као непоуздане .

## Историчност смрти
Опште је прихваћено да је млади Сахаби прихватио своју смрт у Сирији, и преминуо у Емаусу као жртва куге која је избила у Леванту и западном Ираку тражећи животе многих других побожних сапутника укључујући и Абу Убајду ибн ел Џараху. Речено је да је време његове смрти 18 АХ / 640. н. е и његово последње почивалиште је у Сирији.
Ипак, постоје и други извјештаји о смрти Дирар бин ел Азвара. На пример, Ибн Абд ел Бар је рекао да је пао у бици код Аџнадајна. Ово је у супротности са извештајем Ел Вакидија у којем се каже да је пао у бици код Јамаме. Такође, Ибн Хаџар је саопштава да је, након што је Дирар убио Малик ибн Нувајра и починио прељубу са робљем ухваћеним за време похода, заповеднику Халиду калиф Умар је наредио да га убије због његових злочина. Међутим, пре него што је Халид примио наређење да погуби Дирара, већ је био мртав. Постоје и неке контроверзе у вези са текстуалним преводима, што отежава разлучивање да ли је Дирар умро у то време или не (без обзира на узрок), како то бележи Бајаки.
Са друге стране, Ел Табари је записао да се Дирар појавио у бици код Јармука. Јакуби је чак написао да је живео довољно дуго да би био сведок битке за Кадисију и да је заједно са Тулајхом, Амру бин Мади Јакрибом и Куртом бин Џама ел Абдием открио леш Ростама Фарохзада. Рекавши то, хроника Јакубија је била оптерећена скептицизмом због његових претераних Шијских симпатија.
Такође треба напоменути да је Ибн Хаџар претпоставио да постоје две различите особе зване Дирар. Први је био Дираар бин ел Азвар из племена Асад, а други Дирар бин ел Хатаб. Тако су неки хроничари као што је Абд ел Бар направили грешку идентификујући те две различите особе као једну. Иако је забуна овде била очигледна, старији хроничари као што су Абу Исмаил ел Азди и Сејф ибн Омар били су свесни постојања два различита Дирара, али су такође забележили да су и Дирар ел Азвар и Дирар бин ел Хатаб били присутни у Сиријској кампањи, посебно у бици код Јармука, одбацујући тако тврдње Ел Бара и Ел Вакидија.

## Заоставштина
Џамија Дирар бин ел Азвар изграђена је у спомен на њега. Џамија се налази у северном делу долине Јордана, у близини маузолеја Абу Убајда ибн ел Џараха, у области која је била сведок првих битака између муслимана и Византијског царства.
Ел Зарар ОБТ који користи Пакистанска војска названа је у његову част.

### У популарној култури
Неколико филмова 20. века о муслиманским освајањима укључили су Дираар као једног од ликова:
- Сиријски глумац Ахмед Слан играо је улогу Дираар бин ел Азвара у првој сезони серије Халид ибн ел Валид, у режији јорданцаМохамеда Азизиа.
- Египатски глумац Абдулах Гаит одиграо је улогу у серији Под сенкама мачева, режираној од стране египатског режисера Саеда Ел Рашидија.

## Биографија

### Примарни извори
- Абу Исмаил ел Азди
- Тарих ел Расул вал Мулук од Мухамед ибн Џарир ел Табарија
- Футу Ел Шам Ел Вакиди
- Ибн Хаџар
- Сејф ибн Омар
- Сахи ел Бухари
- Ибн Абд ел Бар